# Santa Bárbola
Santa Bárbola (en castellà Santa Bárbara) és una parròquia del conceyu asturià de Samartín del Rei Aurelio. Té una població de 533 (INE, 2006) i ocupa una extensió de 18,51 km². El seu terme municipal comença a en les antigues instal·lacions mineres del Potón i segueix la vall del mateix nom fins al Pico Tres Concejos (1.096 msnm). A la parròquia hi ha un grup rural agrupat d'educació primària, l'església parroquial i una gran quantitat de detalls típics de l'etnografia com ara els molins i el hórreos.

## Pobles
| - El Batán - El Cantu Les Mates - La Casanueva - La Casa Cima - Les Cases de Baxo - La Cruz - El Cantu - El Colláu Escobal - El Corralón - El Costayu - L'Edráu - L'Escobal - El Molín - El Praón - El Riocerezal - El Bericiusu - La Casuca - La Caya - La Espesura - El Molín de La Estaca | - La Gallega - La Nespral - La Paré - La Potoxa - La Robellá - La Restinga - L'Azorea - Les Argayaes - Los Caleyos - Miera - Paniceres - Perabeles - Les Caecima - El Rezaleru - Santa Bárbola - Les Sayetes - La Seca l'Agua - El Socavón - La Vallica l'Agua - El Corral de Vayuetu |